# Glaucodot
El glaucodot es un mineral, sulfoarseniuro de cobalto y hierro, que fue descrito por Breithaupt y Plattner en 1849 estudiando ejemplares procedentes de Huasco, en Atacama, Chile, que consecuentemente se considera como localidad tipo Su nombre deriva de las palabras griegas para "dar azul cielo", ya que por el cobalto que contiene podía utilizarse para fabricar esmaltes azules.

## Propiedades físicas y químicas
Los cristales de glaucodot tienen hábito prismático, con {110} y  {210} más desarrolladas. La macla según  {012} da lugar a ejemplares cruciformes. El glaucodot contiene normalmente trazas de níquel. Se descompone por acción del ácido nítrico, y por oxidación se altera para formar eritrina.

## Yacimientos
El glaucodot está bastante difundido en yacimientos de sulfuros de cobalto y níquel, pero generalmente a escala microscópica, formando inclusiones en otros sulfuros,  o como pequeñas masas. Solamente se han encontrado ejemplares con cristales significativos en el yacimiento de Håkansboda,  Lindesberg (Suecia), en el que generalmente aparecen dentro de masas de calcopirita. Ejemplares con microcristales visibles en pequeñas geodas de cuarzo se han encontrado en la mina Palhal,  Branca,  Albergaria-a-Velha,  Aveiro (Portugal). En la mina de Minas de Cala (Huelva), se encontró glaucodot como agregados subparalelos de pequeños cristales, sobre niquelina.